# Stephanie Resch
Stephanie Resch (* 22. November 1995) ist eine ehemalige österreichische Skirennläuferin. Sie gehörte dem B-Kader des Österreichischen Skiverbandes an und war auf die technischen Disziplinen Riesenslalom und Slalom spezialisiert.

## Biografie
Am 24. Oktober 2015 gab Stephanie Resch im Riesenslalom von Sölden ihr Weltcup-Debüt. Am 7. Jänner 2017 gewann sie mit Rang 26 im Riesenslalom von Maribor ihre ersten Punkte. Wenige Wochen später zog sie sich in einem Europacup-Slalom in der Schweiz einen Kreuzbandriss im linken Knie zu und musste die Saison vorzeitig beenden. Zu Beginn der Saison 2018/19 gelang ihr mit Rang 19 in Sölden erstmals der Sprung unter die besten 20 eines Weltcup-Rennens.
Resch ist aktive Sportlerin des Heeressportzentrums des Österreichischen Bundesheers. Als Heeressportlerin trägt sie derzeit den Dienstgrad Korporal.

## Erfolge

### Weltcup
- 1 Platzierung unter den besten 20

### Weltcupwertungen
| Saison  | Gesamt | Gesamt | Riesenslalom | Riesenslalom |
| Saison  | Platz  | Punkte | Platz        | Punkte       |
| ------- | ------ | ------ | ------------ | ------------ |
| 2016/17 | 122.   | 5      | 50.          | 5            |
| 2018/19 | 112.   | 12     | 43.          | 12           |

### Weitere Erfolge
- 2 Podestplätze im Australian New Zealand Cup
- 13 Siege in FIS-Rennen